# Alexis Alford

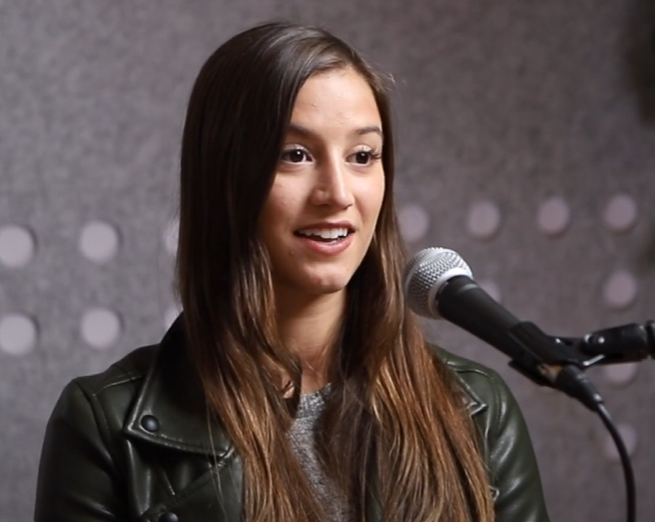
Alexis Rose Alford, conocida como Lexie Limitless, posee el Récord Guinness Mundial por ser la persona más joven en haber visitado 196 países antes de cumplir 21 años

Alexis Rose Alford (nacida el 10 de abril de 1998), también conocida como Lexie Limitless, es una mujer estadounidense que destaca por haber viajado a 196 países antes de cumplir los veintiún años. Posee el Récord Guinness Mundial oficial por ser la persona más joven en haber visitado todos esos países. En junio de 2019, dio una charla en TED talk sobre sus experiencias de viaje. Empezó a viajar en 2015 y terminó su viaje en 2019
Alford creció en un pequeño pueblo de California. A los doce años decidió que quería explorar el mundo. Sus padres eran agentes de viajes y de ellos aprendió a reservar y planificar un itinerario. Cuando cumplió 18 años, ya había visitado 72 países con sus padres. Había ahorrado fondos trabajando durante su adolescencia, de modo que la mayor parte de sus gastos de viaje se financiaban por sí mismos. Además, complementa sus ingresos escribiendo en un blog, haciendo fotografía independiente y vendiendo copias; según Alford, pasa una "cantidad ingente de tiempo investigando las mejores ofertas y aprendiendo a fondo cómo viajar a lugares exóticos con un presupuesto reducido". Cuando viaja, se describe a sí misma como una minimalista, llevando sólo los suministros que necesita en una mochila junto con su equipo de videografía.Además viajó al país más pequeño del mundo 

Simplemente quería superar los límites de lo que creía que podía hacer con mi vida y, de paso, ver la mayor cantidad de mundo posible.
Alford en 2019